# Cornucopiae
Cornucopiae là một chi thực vật có hoa trong họ Hòa thảo (Poaceae).

## Loài
Chi Cornucopiae gồm các loài: